# Popivka, Zinkiv
Popivka (în ucraineană Попівка) este localitatea de reședință a comunei Popivka din raionul Zinkiv, regiunea Poltava, Ucraina.

## Demografie
Componența lingvistică a localității Popivka
     Ucraineană (96,64%)
     Rusă (3,13%)
     Alte limbi (0,23%)
Conform recensământului din 2001, majoritatea populației localității Popivka era vorbitoare de ucraineană (96,64%), existând în minoritate și vorbitori de rusă (3,13%).